# 季青
季青（1960年10月20日—），本名蔡海清，中華民國福建省金門縣人，聯合報系資深新闻漫画家，旅居臺灣。原在《民生報》擔任漫畫編輯，2006年獲聘為《聯合報》特約漫畫家，長期為時事新聞繪製政治漫畫。1978年在《金門日報》出道，早期作品散見於《婦女新知》、《時報周刊》、《中華日報》、新加坡《联合早报》等多種報章雜誌，有兩本作品集、三本聯經出版發行的政治漫畫集，同時也是十餘本聯合報系書籍的繪者，其政治漫畫也多次為臺灣海峽兩岸媒體引用。

## 生平

### 早年
季青出生在金門縣金湖鎮瓊林村，為蔡國泰、李麗寬夫婦之子，有五位兄長以及三位姐妹。後來成為新聞界人士的董智森、李木隆、黃天強，以及艺术家吳惠民、黃庭超等人，都是他在福建省立金門高級中學的同班同學；由於在學業之餘自學漫画，塗鴉作品在同儕間傳閱，受到歡迎。1978年經楊樹清推薦，被時任《金門日報》代採訪主任顏伯忠（風衣）雇用，為地方版製作關於時事、地方動態的新聞漫畫；原本同學陳長佳（孟雛）給他取筆名「李青」，結果刊登時「李」被誤植為「季」字，之後便取寓意「四季常青」，一直沿用筆名「季青」作畫。由於報社預算有限，一開始社長想削減稿費，但在風衣堅持下，仍給季青一張漫畫四十元作為酬勞。马来西亚作家溫瑞安在台灣成立神州詩社，一些金門社員也因而成立「九州詩社」，請當時還就讀高二的季青畫彩色漫畫助陣。由於臺灣白色恐怖時期的金門還在戒严、正實施「戰地政務」政策，風衣聽說後立刻制止他們，以免遭到政五處等政府機構制裁；不久，軍事法庭以「為匪宣傳」罪名，將溫瑞安羈押後驱逐出境，神州詩社因而解散。
《金門日報》的季青漫畫一度成為報紙的賣點，一年後季青便因準備大學聯合招生考試而辭職；對此，他評價風衣不吝給年輕人表現機會，若沒有這位長輩的提攜，他的作品「大概只能畫在教科書上『暗爽』而已」。從金門高中畢業後，前往板橋鎮就讀國立臺灣藝術專科學校夜間部國畫組五年，1982—1983年間連續在九期《婦女新知》月刊推出漫畫专栏生活品質、兩性教育；當時在英国任教的成令方曾投書，批評畫中人物「像外國人」、關於中國女人的形象及議題比重不足。後來，季青因無法認同學校的教學方式而從臺灣藝專肄業，服完兵役後旅居臺灣，曾在雅鳴出版社當美工編輯，也向《金門日報》、《金門文藝》、《時報周刊》、《中華日報》等投稿漫畫、插畫作品。:178, 180

### 解嚴前後
1986年，季青在吳承嗣（李沛）介紹下到《民生報》擔任漫畫編輯，根據時事每天畫一幅漫畫，也不定期為包括棒球新聞、消費報導等其他新聞版面作畫，其他畫作散見《工商時報》、新加坡《联合早报》等各報章雜誌。雖然戒嚴時期的台灣新闻自由仍受限制，不過在黨國體制之外，季青與Co.Co.、魚夫、L.C.C.、林鑫、王平等人冒著遭政府制裁的風險，在各報社、政論雜誌活躍發表政治漫畫。1988年初，季青經台北駿馬文化公司出版兩本漫畫處女作《劇場》、《搭錯線》，書中自敘因金門成長的背景對戰爭有深刻感受，因而以幽默手法表達反戰思想，作家林文義在理性的刺、溫厚的心一文寫道：
|  | 這期間，敖幼祥、朱德庸、魚夫等人紛紛出現，在漫畫一片大好的時勢之下，我反而對季青有了更深的好奇與思索。他的漫畫具有著人性十分深刻的體認，在諷刺中不失其敦厚的幽默，並且不時顯現著一種無可奈何。他的漫畫筆觸也十分的熟練、擁有屬於自己獨特的創作風格⋯⋯ |

蔣經國總統宣布台澎地區解除戒嚴時，靠近中国大陆的金門、馬祖等島嶼仍未解嚴，繼續行军事管治。1991年4月30日，李登輝總統宣告廢止動員戡亂時期臨時條款，不過中華民國國防部也在同日頒布《金馬臨時戒嚴令》，形同在金馬地區實施「二次戒嚴」。金門、馬祖兩地縣政諮詢代表等五個團體串聯在台的金馬民眾，發起「五〇七反金馬二度戒嚴運動」，到立法院群賢樓大門前靜坐示威、夜宿十一天，陳定南、謝長廷等民進黨立委也來聲援；季青頭綁「反對戒嚴、反對軍管」布條去抗議，在抗爭現場擺著他的兩幅放大版漫畫金馬地區戒嚴中、動戡終止不是反共結束，諷刺李登輝以及時任行政院院長郝柏村。後來，示威代表獲准進入立法院國防委員會，向立委遞交陈情书，季青也在場旁聽；過程中，有冒充陳情代表的人上台稱贊成金馬戒嚴，季青見狀喊道：「匪諜！」最後，國防部在1992年11月7日正式終止金馬地區戰地政務，解除戒嚴。
在此前後，季青在民生報社出版了政論漫畫集《漫畫時事》；又以立法院系列、全民健保系列兩度獲吳舜文新聞漫畫獎，以反戰在比利時國際漫畫獎獲得佳作。:180-181台視文化公司轄下的《家庭》雜誌在1994年刊登一篇採訪季青的文章，形容季青是「很生活的漫畫家」、工作以外「絲毫沒有誇張漫畫味」，並描寫他住在臺北縣深坑鄉的生活：愛喝咖啡與金門酒、花錢收集有「藝品價值」的生活用品，喜歡觀賞引人自省的電影；季青也認為查理·卓别林是天才，品評他的幽默「笑中帶淚，關懷窮人，糗盡權貴」。此外，同樣出身金門的《中國時報》社會組主任楊肅民，與季青毗鄰而居。1998年，在政務委員趙守博與漫畫家魚夫的安排下，副總統連戰要邀請一些政治漫畫家在國賓大飯店共進晚餐，當時幾個受邀的漫畫家反應不盡相同。其中朱德庸表示不排除參加，不過他最感興趣的不是連戰本人；凌群（楊心怡）與童錦茂都想就近觀察連戰，來更了解他。Co.Co.一向不接受訪問，表示沒興趣與官方接觸；季青也不出席，認為應跟政治人物適度保持距離及超然，比較不會有人情壓力。

### 資深畫家
2005年12月20日，季青在《民生報》任職十九年後，從漫畫編輯一職退休。不過由於在聯合報系的聲望，他在2006年初接替同年病逝的漫畫家林鑫，成為《聯合報》民意論壇特約漫画家；每天依然在午夜截稿以前，以時事為題畫出一張可翌日見報的新聞漫畫。
2008年在五十週年之際，臺北縣金門同鄉會在中和市民活動中心舉行紀念活動，副總統蕭萬長也出席，親自頒贈「八二三戰役五十周年傑出成就菁英獎」，分為幾種類別獎座，季青與董智森、楊肅民共三人獲頒「新聞類」菁英獎。同年《聯合報》由季青繪製的其中兩幅漫畫中，將法務部調查局前局長葉盛茂畫成斗牛犬，諷刺他在陳水扁家庭密帳案中擁護前總統陳水扁的態度；台北地方法院在10月14日提訊葉盛茂，法官曾正龍就以這兩幅漫畫說服葉勝茂翻供，承認向陳水扁泄密。當時媒體欲採訪季青，不過一向保持低調的他，在訪談時只能看見身影、聽見聲音。季青解釋，由於葉盛茂兩頰鬆弛，就以樣貌神似的鬥牛犬來比擬，認為他「正如忠狗，不過在法庭上還是遭陳水扁作賤」；對於法官以漫畫勸勉一事感到很開心，但以平常心面對。2011年，《講義雜誌》在臺北市紀伊國屋書店舉行第八屆「講義雜誌年度最佳旅遊作家、美食作家、漫畫作家及插畫作家」頒獎典禮，獲獎者為陳維滄（川流文教基金會）、吳寶春、季青、以及插畫家。
在聯合報系副董事長劉昌平支持下，季青整理陳水扁政府、馬英九政府期間三年內在民意論壇的政治漫畫，出版《笑畫馬扁：季青聯合報漫畫精選集》，並表示他相信漫畫家應當超越藍綠及黨派；幾年後，結合《聯合報》政論專欄黑白集，再出版《不只是漫畫：季青漫畫+黑白集》。從2011年起，在聯合報民意論壇的Facebook粉絲專頁、聯合新聞網、以及同報系的世界新聞網上，除轉發新聞報導以外，也張貼季青等人的漫畫。除此之外，《金門日報》曾報導季青的事蹟，有立法委員借用他的畫作進一步表達對於時事的見解；在中国大陆，以中国共产党機關報《人民日报》為首的中華人民共和國媒體，也曾多次引用包括季青作品在內的台灣政治漫畫，作為報導配圖。2017年2月15日，中華漫畫家協會舉辦「臺灣新聞漫畫聯合特展」，在國立國父紀念館翠溪藝廊展出九天，季青為數十位參展者之一。

## 作品

### 漫畫集
|   | 書名                               | 出版社     | 國際標準書號       | 年份   |
| - | ---------------------------------- | ---------- | ------------------ | ------ |
| 1 | 劇場                               | 駿馬出版社 |                    | 1988年 |
| 2 | 搭錯線                             | 駿馬出版社 |                    | 1988年 |
| 3 | 漫畫時事                           | 聯經出版   |                    | 1991年 |
| 4 | 笑畫馬扁：季青《聯合報》漫畫精選集 | 聯經出版   | ISBN 9789570833546 | 2008年 |
| 5 | 不只是漫畫：季青漫畫+黑白集        | 聯經出版   | ISBN 9789868985100 | 2013年 |

### 插畫
|    | 共同作者    | 書名                         | 出版社             | 國際標準書號    | 年份   |
| -- | ----------- | ---------------------------- | ------------------ | --------------- | ------ |
| 1  | 薛興國      | 靜物隨想                     | 聯經出版           | ISBN 957080002X | 1989年 |
| 2  | 謝蜀芬      | 為你開一扇窗                 | 民生報社           | ISBN 9570804262 | 1989年 |
| 3  | 张之路      | 空箱子                       | 民生報社           | ISBN 9578932073 | 1994年 |
| 4  | 沈石溪      | 第七條獵狗                   | 民生報社           | ISBN 9578932219 | 1994年 |
| 5  | 沈石溪      | 再被狐狸騙一次               | 民生報社           | ISBN 9578932502 | 1995年 |
| 6  | 張嘉驊      | 怪物童話                     | 民生報社           | ISBN 9578932731 | 1996年 |
| 7  | 周銳        | 不好意思                     | 民生報社           | ISBN 9578336055 | 1998年 |
| 8  | 王淑芬      | 如何謀殺一首詩               | 民生報社           | ISBN 9578336411 | 1999年 |
| 9  | 黃明堅      | 幽默開講                     | 好語出版社         | ISBN 9579777934 | 1999年 |
| 10 | 賴慧芸      | 巴黎人法國風                 | 方智出版社         | ISBN 9576796083 | 1999年 |
| 11 | 金曾豪      | 獨狼                         | 民生報社           | ISBN 9578336640 | 2000年 |
| 12 | 朱邦彥      | 公說婆說：互唱反調的英文諺語 | 民生報社           | ISBN 957200994X | 2003年 |
| 13 | 朱邦彥      | 不會睡覺怪床歪               | 民生報社           | ISBN 9867507053 | 2004年 |
| 14 | 梅子涵      | 十二個淘氣的故事             | 民生報社           | ISBN 9867507320 | 2004年 |
| 15 | 桂文亞 揚歌 | 青澀的蘋果：老師的54封信     | 福建少年兒童出版社 | ISBN 7539549904 | 2014年 |

## 外部連結
- . （原始内容存档于2024-06-10）.